# 한국단자
한국단자공업은 자동차 및 전자용 초정밀 커넥터를 주력 생산하는 코스피 상장 기업이다. 자동차 등의 전장(전자장치)모듈 및 무선모듈 등에 사용되는 커넥터를 비롯, 자동차 부품, 자동차 전장모듈, 무선 모듈 부품 등을 만든다.
고객사로는 현대차, 기아차, 한국GM 등의 자동차 업체와 삼성전자, LG전자 등의 가전업체가 있다. GPS 모듈, Wi-Fi 모듈, 블루투스 등 무선통신 부품 등으로 사업영역을 확대하고 있다.

## 실적
매분기 매출이 1,500억원 가량으로 기복이 거의 없이 지속적으로 흑자를 내고 있으며, 현금보유량이 많아 재무가 안정된 우량기업이다. 2012년에서 2014년에 걸쳐 주가가 두배 넘게 지속적으로 올랐다.

## 참고 문헌
- 다음 증권
- 한국단자 홈페이지